# Charente-Maritime
Charente-Maritime ( fransk udtale ?) er et fransk departement i regionen Poitou-Charentes. Hovedbyen er La Rochelle, og departementet har 557.024 indbyggere (1999).
Der er 5 arrondissementer, 27 kantoner og 469 kommuner i Charente-Maritime.
- Wikimedia Commons har flere filer relateret til Charente-Maritime

45°57′N 0°58′V / 45.95°N 0.97°V